# 케테프 힌놈

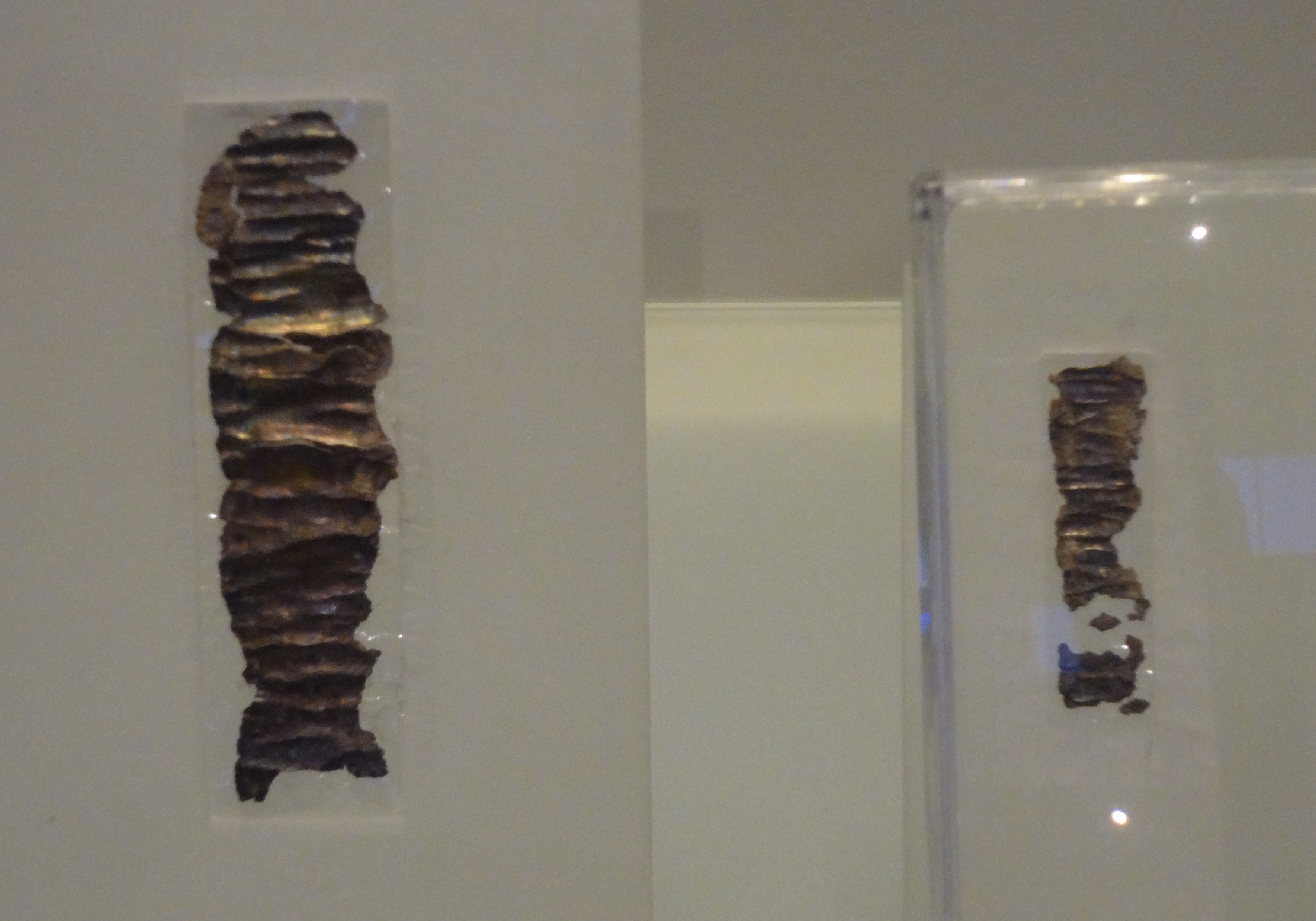

케테프 힌놈(히브리어: כֵּתֵף הִינוֹם katef hinom)은 예루살렘 구시가 남서쪽에 있는 고고학적 유적지로, 성(聖)안드레아 교회와 인접한다. 지금은 메나헴 베긴 센터가 있다. 예루살렘에서 베들레헴으로 가는 옛길, 르바임 골짜기와 힌놈 골짜기가 만나는 곳에 있다.

## 역사
천연 동굴을 기반으로 한 일련의 암석난방 매장실로 구성되어 있다. 1979년, 유명한 <민수기>의 일부분이 새겨져 있고 한때 부적처럼 사용되었던 것으로 보이는 두 개의 작은 은 두루마리가 매장실 중 한 곳에서 발견되었다. 두루마리들이 분해되지 않도록 하는 방법을 개발하면서 두루마리를 푸는 섬세한 과정은 3년이 걸렸다. 그것들은 기원전 7세기 후반에서 기원전 6세기 초까지 바빌론 유수 이전에 제1성전 시대로 거슬러 올라가는 히브리 성경의 가장 오래된 문헌들을 담고 있으며, 현재는 이스라엘 박물관에 보존되어 있다.
이 두루마리들은 1979년 당시 텔아비브 대학의 고고학 교수였던 가브리엘 바카이의 감독하에 실시된 발굴 작업 중 힌놈의 케테프 24 동굴 25호실에서 발견되었다. 유적지는 고고학적으로 무균상태인 것으로 보였으나(오스만 제국 시대에는 마지막으로 소총을 보관하는 데 사용되었던 무덤) 13세의 한 '보조인'이 우연히 발견한 결과 오래 전에 천장이 부분적으로 무너진 것이 25호실의 내용물을 보존하고 있었다.
건축물은 동굴 24에 5개의 방과 중앙의 '홀'이 있었음을 나타낸다. 동굴에는 각각 돌로 된 머리 받침대가 있는 약 22구의 시체가 벤치에 있었다. 동굴의 세 개의 방 아래에는 저장소가 있었다. 이 유골들은 2차 매장용으로 사용되었는데, 이것은 유골과 다른 유골들을 제거하여 저장소에 넣어 그 특정한 벤치에 다른 유골들을 위한 공간을 만든다는 것을 의미한다. 큐빗을 이용하여 매끄러운 표면으로 방을 깔끔하게 잘라냈다. 25호실 아래 같은 저장소는 표면이 거칠고 포대 같은 형태를 띠고 있었다. 24호실은 마밀라 동굴 1, 2단지와 윤곽과 용량이 비슷하지만 이들 동굴 단지는 케테프 힌놈 동굴 24호보다 방이 더 많다. 더 많은 사람들을 수용하기 위해 케테프 힌놈 24 동굴은 오른쪽으로 큰 방을 사용하여 약 10명을 수용한 반면, 마밀라 동굴 단지의 이 방은 벤치가 없었기 때문에 아마도 시체들의 화학적 치료를 위해 사용되었을 것이다.
25호실 아래 보관소에는 약 60cm의 유뮬이 들어 있었는데, 많은 작은 도자기 그릇, 철과 청동의 공예품(화살촉 포함), 바늘과 핀, 뼈와 상아 물체, 유리병, 금과 은의 귀걸이를 포함한 보석 등이 있었다. 게다가, 굴착기들은 아래에 KH1과 KH2라고 불리는 두 개의 작은 은색 두루마리를 발견했다. 이 무덤은 기원전 650년경부터 제1성전 말기 무렵에 몇 세대에 걸쳐 사용되어 왔으며, 기원전 586년 예루살렘이 파괴된 후에도 계속 사용되었다.
KH1은 바닥에서 7 cm 높이에 있는 저장소의 중앙인 Square D에서 발견되었고, KH2는 저장소의 가장 안쪽인 Square A에서 침전물의 하반부에 있는 흙을 체로 거르는 과정에서 발견되었다. 두 조각 모두 길이 3m, 깊이 25cm의 헬레니즘 유물과 분리되어 기원전 7~6세기부터 도자기와 그 밖의 재료에 박혀 있었다.
처음에는 비문들의 연대를 기원전 7세기 후반/6세기 초반으로 변경하였으나, 이후 이 날짜를 고생물학적 근거(히브리 문자의 형태)와 바로 근처에서 발견된 도자기의 증거에 따라 6세기 초반으로 하향 수정하였다. 이후 요하네스 렌츠와 볼프강 롤리그가 대본을 확실히 연대를 할 수 없을 정도로 열악한 조건이며 특히 수세기에 걸쳐 매장을 위해 난잡하게사용되어 온 이 저장소로서 기원전 3/2세기의 경우를 배제할 수 없다고 주장하여 논쟁을 계속하게 되었다.
따라서 이 두루마리의 재조사는 사우스 캘리포니아 대학의 서 셈족 연구 프로젝트에 의해 진행되었는데, 이 프로젝트에서는 대본을 더 쉽게 읽을 수 있고, 고생물학도 더 자신 있게 연대를 할 수 있는 고급 사진 및 컴퓨터 강화 기법을 사용했다. 그 결과는 기원전 586년/7년 바빌로니아 사람들이 예루살렘을 파괴하기 직전 날짜를 확인했다. 고대 셈어학 대본 전문가인 존스 홉킨스 대학의 카일 매카터는 이 연구가 "이 비문들의 날짜에 대한 논란을 해결할 수 있을것이다"라고 말했다.

## 은 문서
이 두루마리들은 KH1과 KH2로 알려져 있다. 그것들은 아람어가 아닌 고대 히브리 문자로 쓰여졌다.

### KH1
KH1는 27 x 97 밀리미터 크기이다.
| 행 | 히브리어 전사   | 한국어 번역                          |
| -- | --------------- | ------------------------------------ |
| 1  | -//יהו--        | ...]야훼...                          |
| 2  | [...]           | [...]                                |
| 3  | [...]           | [...] [지키신다]                     |
| 4  | א]אב הבר]       | 계명/언약을                          |
| 5  | -חסד לאה        | 그를 사랑하는 사람과                 |
| 6  | ב/לשמרי-        | 지키는 이들에게                      |
| 7  | ---בכ-          | ... ? ...                            |
| 8  | -חהעלמש         | 영원히 ? ... 또는 평안을 높이 들라?  |
| 9  | בה--המכל-       | 모든 것으로부터                      |
| 10 | -ומהרע-         | ... 그리고 악으로부터도 ...          |
| 11 | כיבוגאל-        | ... 그 안에 구원이 있기 때문이다 ... |
| 12 | הכי יהוה-       | ...? 이는 야훼께서                   |
| 13 | שימ/נמו         | ... ? ? ...                          |
| 14 | כור יבר         | ... ? 그분이 복 주시기를             |
| 15 | [כ יהוה [ו      | 너에게 야훼 [께서]                   |
| 16 | ישמרכ י         | 너를 지키시기를                      |
| 17 | אר יהוה         | 야훼께서 그의 얼굴을                 |
| 18 | [פ]נ[יו אלי]    | [네 위에] 비추사                     |
| 19 | [כ ויחנכ]------ | [너에게]                             |

3-6번을 다음과 비교할 수 있다:
출애굽기 20:6 그러나 나를 사랑하여 나의 명령을 지키는 사람에게는 그 후손 수천 대에 이르기까지 한결같은 사랑을 베푼다.

신명기 5:10 그러나 나를 사랑하여 나의 명령을 지키는 사람에게는 그 후손 수천 대에 이르기까지 한결같은 사랑을 베푼다.

신명기 7:9 그러므로 너희는 알아야 한다. 너희 하느님 야훼 그분이야말로 참 하느님이시다. 당신을 사랑하여 당신의 계명을 지키는 사람에게는 천 대에 이르기까지 사랑으로 맺은 계약을 한결같이 지켜주시는 신실하신 하느님이시다.

다니엘서 9:4 나는 내 하느님 야훼께 마음을 털어놓고 기도를 드렸다. "주님, 크고 두려우신 하느님, 하느님을 사랑하여 말씀대로 하는 사람들에게는 계약을 어김없이 지키시는 하느님,

느헤미야서 1:5 야훼, 하늘을 내신 하느님이여, 하느님을 사랑하고 하느님의 계명을 지키면 한결같은 사랑으로 약속을 지켜주시는 높고 두려우신 하느님께 빕니다.

### KH2

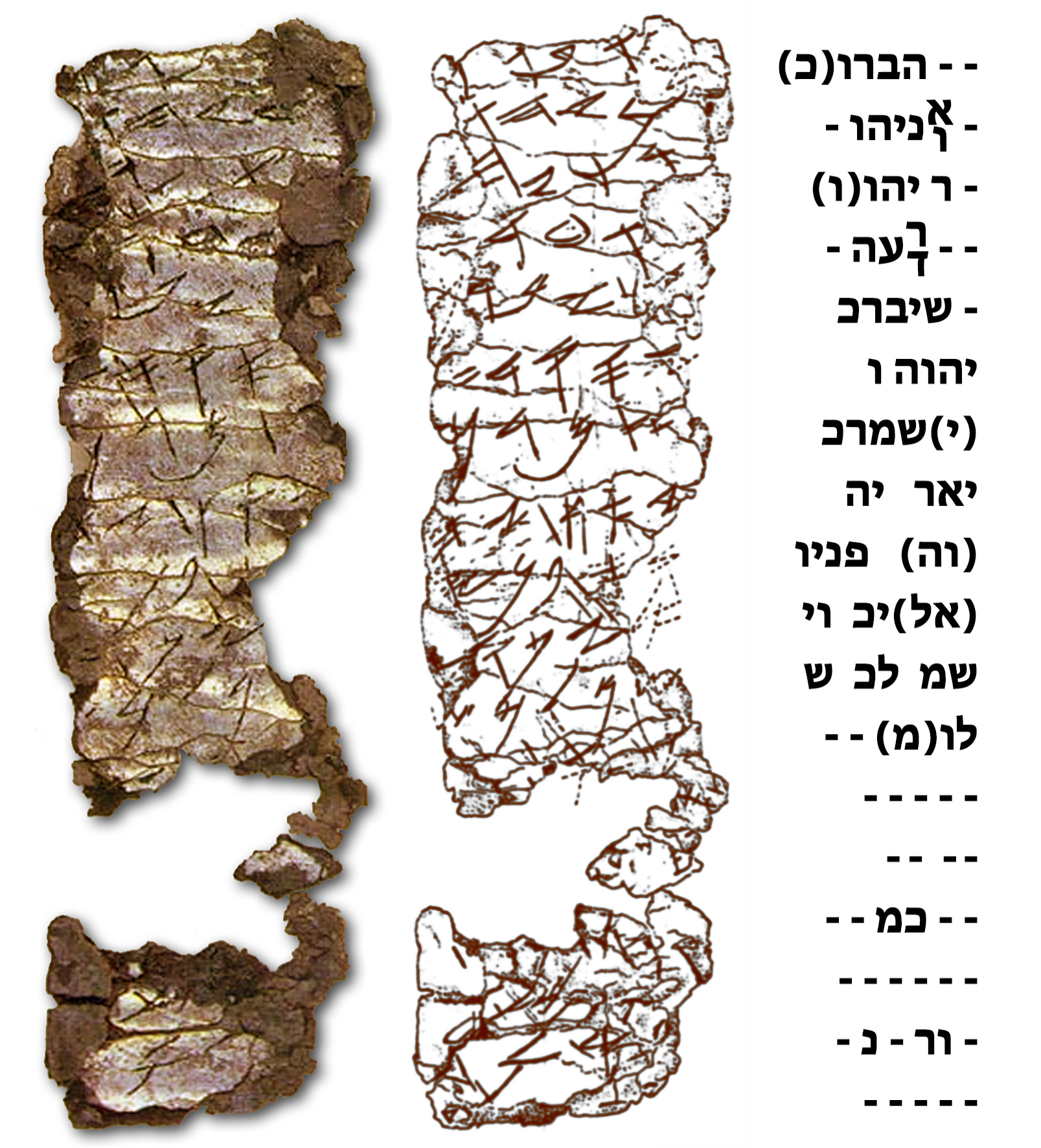
KH2의 실제 모습

KH2는 가로 11 x 39 밀리미터(0.43 in × 1.54 in)로 측정된다.
| 행 | 히브리어 전사 | 한국어 번역                |
| -- | ------------- | -------------------------- |
| 1  | --[הברו[כ     | 그가 복주시기를..          |
| 2  | -א/וניהו-     | ...야훼께서..              |
| 3  | -[ר-יה[ו      | .. 야훼 ..                 |
| 4  | --ר/דעה-      | .. 악으로부터 ..           |
| 5  | -שיברכ        | .. 복주시며 ..             |
| 6  | יהוה ו        | ..야훼와 ..                |
| 7  | י]שמרכ]       | .. 지키시기를 ..           |
| 8  | יאר \\ יה     | .. 야훼께서 .. 비추시며 .. |
| 9  | וה] \\ פניו]  | .. 야훼께서 그의 얼굴을..  |
| 10 | אל]יכ וי]     | 네게로 향하며              |
| 11 | שמ לכ ש       | 평강을                     |
| 12 | [לו[מ         | 주신다                     |
| 13 | ------        | ...                        |
| 14 | ------        | ...                        |
| 15 | --כמ--        | ... ? ...                  |
| 16 | ------        | ...                        |
| 17 | -ור-נ-        | ...?...?...                |
| 18 | ------        | ...                        |

5-12번을 다음과 비교할 수 있다.

민수기 6:24-26:
야훼께서 너희에게 복을 내리시며 너희를 지켜주시고,
야훼께서 웃으시며 너희를 귀엽게 보아주시고,
야훼께서 너희를 고이 보시어 평화를 주시기를 빈다.